# Raúl Pérez-Reyes
Raúl Ricardo Pérez-Reyes Espejo (Lima, 3 de julio de 1965) es un economista peruano. Es el actual ministro de Economía del Perú desde el 13 de mayo de 2025. Durante el gobierno de Dina Boluarte, fue titular de Transportes y Comunicaciones, así como del Ministerio de la Producción, cargo que también desempeñó entre abril de 2018 y marzo de 2019, durante la gestión de Martín Vizcarra.

## Biografía
Estudió en el Colegio Manuel Pardo de la ciudad de Chiclayo. 
Ingresó a la Universidad de Lima, en la cual estudió Economía. Obtuvo una Maestría en Economía en el Centro de Investigación y Docencia Económicas de México. Tiene un doctorado por la Universidad de Las Palmas de Gran Canaria en Economía, con el grado de "cum laude".

### Trayectoria
Inició su carrera como funcionario público en temas de Políticas de Competencia en el Instituto Nacional de Defensa de la Competencia y de la Protección de la Propiedad Intelectual (INDECOPI), que es la autoridad de defensa de la competencia en Perú, hasta noviembre de 1999, luego hasta abril de 2003 fue miembro del consejo directivo del Organismo Supervisor de Inversión Privada en Telecomunicaciones (OSIPTEL). 
Entre abril de 2004 a julio de 2007, se desempeñó como Director de Organismo Supervisor de la Inversión Privada en Telecomunicaciones (OSIPTEL).
Luego ingresó a trabajar a la Gerencia de Estudios Económicos del Organismo Supervisor de la Inversión en Energía y Minería (OSINERGMIN), donde fue titular desde abril de 2005 hasta enero de 2011.
De febrero a julio de 2011 ocupó el cargo de director general de la Asociación Peruana de Autores y Compositores (APDAYC).
Desde agosto de 2011 hasta diciembre de 2014, se desempeñó como viceministro de Comunicaciones del Ministerio de Transportes y Comunicaciones. Luego fue viceministro de Energía del Ministerio de Energía y Minas, entre marzo de 2015 y febrero de 2017.
A partir de marzo de 2017 hasta marzo de 2018 trabajó en APDAYC, como Director de Asuntos Económicos y Financieros, y luego como director general Adjunto. El 6 de abril de 2018, se desempeñó como viceministro de MYPE e Industria. 
También ha sido director de los Servicios Postales del Perú (Serpost)
En el ámbito académico, ha sido docente de la Pontificia Universidad Católica del Perú, la Universidad del Pacífico, la Universidad de Lima y la Universidad ESAN.

## Ministro de Estado

### Gobierno Vizcarra
El 30 de abril de 2018, fue nombrado y posesionado por el presidente Martín Vizcarra, como ministro de la Producción del Perú. Mantuvo este cargo hasta el 11 de marzo de 2019.

### Gobierno Boluarte
El 26 de enero de 2023, fue nombrado y posesionado por la presidenta Dina Boluarte, como Ministro de la Producción del Perú.
El 6 de septiembre del mismo año, fue nombrado y posesionado por la presidenta Boluarte, como Ministro de Economía y Finanzas del Perú.
El 13 de mayo de 2025, fue nombrado y posesionado por la presidenta Boluarte, como Ministro de Economía y Finanzas del Perú.